# Kudoa pericardialis
Kudoa pericardialis is een microscopische parasiet uit de familie Kudoidae. Kudoa pericardialis werd in 1978 beschreven door Nakajima & Egusa. 